# Krzysztof Stelmach

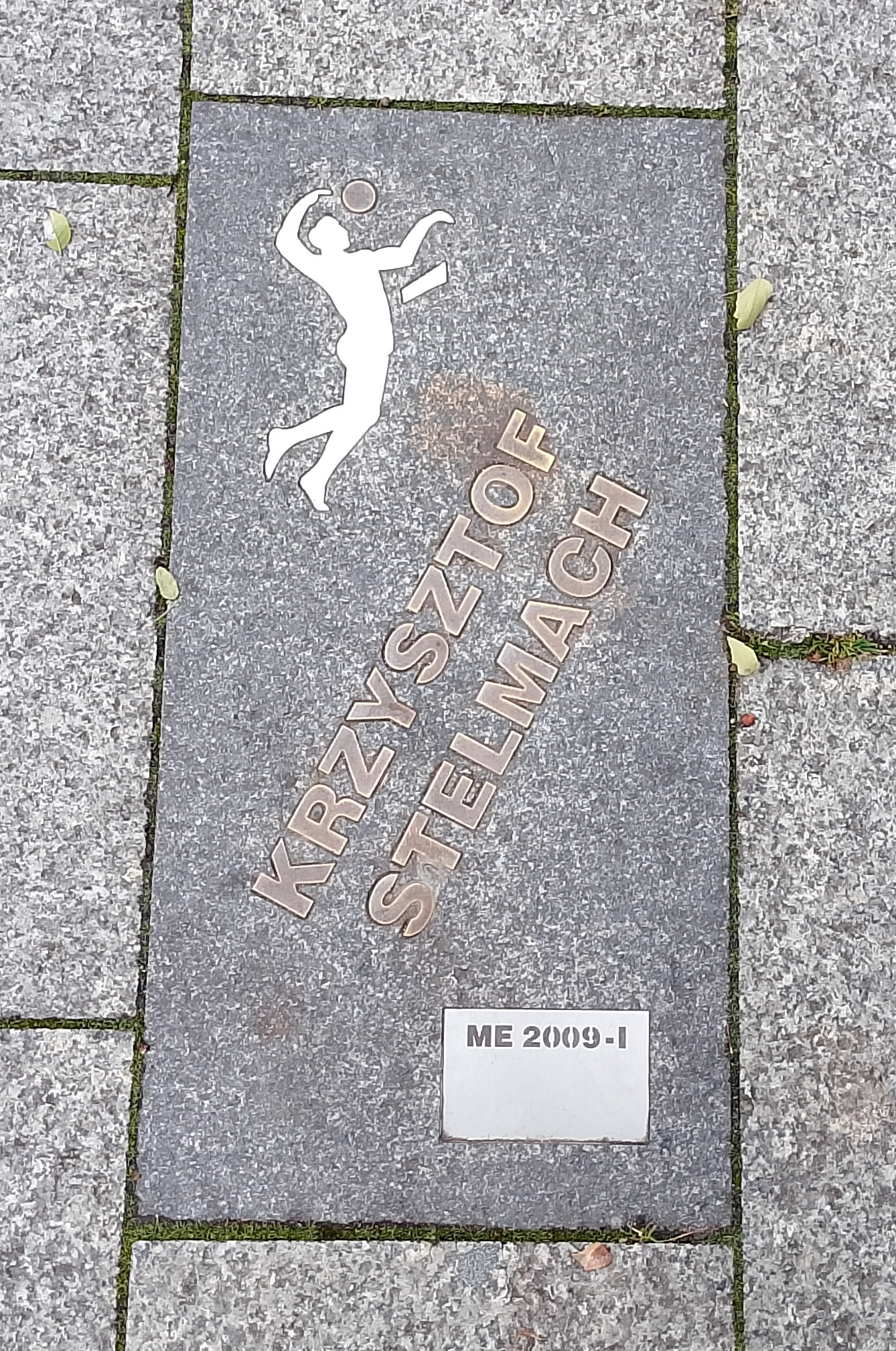
Tablica w Siatkarskiej Alei Gwiazd w Bełchatowie

Krzysztof Stelmach (ur. 11 listopada 1967 w Świebodzicach) – polski siatkarz, trener, olimpijczyk z Atlanty z 1996 roku.
Grę w siatkówkę rozpoczął w wieku 14 lat w klubie AKS Strzegom. Pierwsze sukcesy w seniorskiej siatkówce odnosił z AZS Częstochowa. W latach 1991–2005 występował w lidze włoskiej. Po powrocie do Polski przez dwa sezony grał w BOT Skrze Bełchatów.
Od 2008 do 2012 roku I trener ZAKSA Kędzierzyn-Koźle, z którą zdobył m.in. medale mistrzostw Polski: srebrny w 2011 i brązowy w 2012 roku, dwukrotnie zajmował 4. miejsce w PlusLidze. Asystent Daniela Castellaniego w reprezentacji Polski. Od maja 2013 do grudnia 2014
prowadził AZS Olsztyn, zajmując z nim 5. miejsce w PlusLidze. W sezonie 2015/16 był I trenerem BBTS-u Bielsko-Biała. W sezonie 2016/17 pełnił rolę asystenta Philippe Blaina w PGE Skrze Bełchatów. W sezonie 2017/18 prowadził AZS Częstochowa, zajmując z nim 1. miejsce na zapleczu ekstraklasy. Od sezonu 2018/19 jest trenerem Stali Nysa.
274-krotny reprezentant Polski w latach 1987–1997. Ma żonę Beatę i syna Janka. Młodszy brat Andrzej, również reprezentant kraju w siatkówce. Jego bratanek Kacper, także jest siatkarzem. 

## Przebieg kariery i sukcesy
|                           | AKS Strzegom                              |                    |                |                  |                  |
| 1984–1986                 | Chełmiec Wałbrzych                        |                    |                |                  |                  |
| 1986–1991                 | AZS Częstochowa                           | Liga polska        | złoto · srebro | 1990 1991        | 1990 1991        |
| 1991–1993                 | Reprezentacja Polski (Letnia Uniwersjada) | Letnia Uniwersjada | złoto · srebro | 1991 1993        | 1991 1993        |
| 1991–1992                 | Alpitour Cuneo                            |                    |                |                  |                  |
| 1992–1993                 | Latte Giglio Reggio Emilia                |                    |                |                  |                  |
| 1993–1994                 | Banca di SS - FOS San Antioco             |                    |                |                  |                  |
| 1994–1995                 | Alpitour Traco Cuneo                      | Liga włoska        | srebro         | 1995             | 1995             |
| 1995–1999                 | MTA Padwa                                 |                    |                |                  |                  |
| 1999–2003                 | Sira Cucine Falconara                     |                    |                |                  |                  |
| 2003–2005                 | Edilbasso & Partners Padwa                |                    |                |                  |                  |
| 2005–2008                 | BOT Skra Bełchatów                        | Puchar Polski      | złoto          | 2006, 2007       | 2006, 2007       |
| 2005–2008                 | BOT Skra Bełchatów                        | Liga polska        | złoto          | 2006, 2007, 2008 | 2006, 2007, 2008 |
| 2005–2008                 | BOT Skra Bełchatów                        | Liga Mistrzów      | brąz           | 2008             | 2008             |
| Trener                    | Trener                                    | Trener             | Trener         | Trener           | Funkcja          |
| 2008–2012                 | ZAKSA Kędzierzyn-Koźle                    | Puchar CEV         | srebro         | 2011             | I trener         |
| 2008–2012                 | ZAKSA Kędzierzyn-Koźle                    | Liga polska        | srebro · brąz  | 2011 2012        | I trener         |
| 2009–2010                 | Reprezentacja Polski                      | Mistrzostwa Europy | złoto          | 2009             | II trener        |
| 2013–2014 (do 22.12.2014) | Indykpol AZS Olsztyn                      |                    |                |                  | I trener         |
| 2015–2016                 | BBTS Bielsko-Biała                        |                    |                |                  | I trener         |
| 2016–2017                 | PGE Skra Bełchatów                        | Liga polska        | srebro         | 2017             | II trener        |
| 2017–2018                 | AZS Częstochowa                           | I liga             | złoto          | 2018             | I trener         |
| 2018–2021 (do 08.11.2021) | Stal Nysa                                 | I liga             | srebro         | 2019             | I trener         |
| 2022–2022 (od 05.03.2022) | Chemeko-System Gwardia Wrocław            |                    |                |                  | I trener         |
| 2023–2024 (do 04.12.2024) | CUK Anioły Toruń                          |                    |                |                  | I trener         |

## Nagrody indywidualne
- 2006: MVP turnieju finałowego Pucharu Polski